# Oedothorax
Oedothorax là một chi nhện trong họ Linyphiidae.

## Hình ảnh